# Deutsche Midweekcharts
Die Deutschen Midweekcharts sind eine Reihe von Chartauswertungen des Marktforschungsunternehmens GfK Entertainment, die wöchentlich veröffentlicht werden. Sie beinhalten die erfolgreichsten Produkte in den deutschen Album-, Compilations- sowie Singlecharts nach der ersten Hälfte der Verkaufswoche und gelten als offizielle Charts in Deutschland.

## Allgemeine Informationen und Qualifikationskriterien
Die Deutschen Midweekcharts werden im Auftrag des Bundesverband Musikindustrie vom deutschen Marktforschungsunternehmen GfK Entertainment ermittelt. Sie erfassen Verkäufe von Bild- beziehungsweise Tonträgern, Downloads und Musikstreamings und werden analog der Regeln der Album Top 100, Compilation Top 30 sowie der Single Top 100 für den kumulierten Zeitraum Freitag bis Montag ermittelt. Aufgrund verzögerter Datenlieferungen einzelner Händler kann es vorkommen, dass die Datenbasis leicht von letztlichen Platzierung in den Charts abweichen.
Zunächst wurden die Album- und Single-Midweekcharts ausschließlich durch MTV veröffentlicht, seit dem 9. Oktober 2024 werden beide Chartlisten auch auf dem offiziellen Internetauftritt der GfK publiziert.

## Meilensteine
Die Einführung der Deutschen Midweekcharts erfolgte im Zuge des „Chartsrelaunches“ am 13. Mai 2015 als wöchentliche Top-100-Hitparade für Compilations, Musikalben und Singles.
Als erstes Werk in den Album-Midweekcharts konnte sich Achter Tag vom deutschen Rapduo Genetikk an der Chartspitze platzieren. Auf den Rängen zwei und drei folgten der Deutschrapper Lance Butters mit Blaow und der britische Rocksänger Eric Clapton mit Forever Man. Während sich die ersten beiden Platzierungen halten konnten und sich auch so in den Album Top 100 platzieren, musste Clapton einen Platz abgeben und sich der britischen Folk-Rock-Band Mumford & Sons mit ihrem Album Wilder Mind geschlagen geben.
Bei den Singles führten nach den ersten vier Verkaufstagen der deutsche DJ Felix Jaehn und die britische Popsängerin Jasmine Thompson, mit ihrer Neuaufnahme von Ain’t Nobody (Loves Me Better), die neu eingeführte Chartauswertung an. Auf dem zweiten Rang folgte der belgische DJ Lost Frequencies mit Are You with Me, auf dem dritten die US-Amerikaner Wiz Khalifa und Charlie Puth mit See You Again. Letztendlich setzt sich Ain’t Nobody (Loves Me Better) am Ende durch und belegte den ersten Platz in den Single Top 100. Während Lost Frequencies seine Position ebenfalls behielt, musste See You Again einen Rang abgeben und sich Want to Want Me vom US-amerikanischen R&B-Sänger Jason Derulo geschlagen geben.
Nachdem die Spitzenreiter der Album- und Single-Midweekcharts der ersten Chartauswertung auch am Ende der Woche an der Chartspitze standen, schafften es die jeweiligen Spitzenreiter der zweiten Chartauswertung vom 20. Mai 2015 nicht mehr die Chartspitze zu verteidigen. Bei den Alben führte zur Wochenmitte noch die deutsche Popsängerin Lena die Hitliste mit Crystal Sky an, das Album musste sich am Ende der Woche jedoch mit dem zweiten Rang begnügen und Mountain Man von Andreas Gabalier geschlagen geben. Bei den Singles fürte zur Wochenmitte noch der DSDS-Sieger Severino Seeger mit Hero of My Heart die Chartliste an. Dieser rutschte zum Wochenende noch bis auf den zehnten Rang ab, die Spitzenposition sicherten sich wie in der Vorwoche Felix Jaehn und Jasmine Thompson.